# Parnassia kumaonica
Parnassia kumaonica är en benvedsväxtart som beskrevs av Nekrass. Parnassia kumaonica ingår i släktet Parnassia och familjen Celastraceae. Inga underarter finns listade.